# Quentin Richardson
Quentin L. Richardson (Chicago, 13 de abril de 1980), é um ex-jogador de basquete norte-americano, que atualmente trabalha no Detroit Pistons da NBA.

## Carreira

### Universidade
Richardson chegou a DePaul University após concluir o ensino médio na Whitney Young High School e ser campeão estadual pela escola em 1998. Pela universidade, conseguiu médias de 17.9 pontos e 10.2 rebotes por partida. Se tornou o único jogador da história da universidade a atingir mais de 1000 pontos, 500 rebotes e 100 cestas convertidas para três pontos. Foi eleito, ainda em seu ano de estréia, "Jogador do Ano na Conferência USA", além de "Calouro do Ano". Se inscreveu no Draft da NBA em 2000, após disputar apenas dois anos na universidade. 

### Carreira Profissional
Foi selecionado na 18ª escolha do draft pelo Los Angeles Clippers. Na equipe, teve grande amizade com Darius Miles, amigo de infância. Estrelou, ao lado do amigo, um documentário intitulado The Youngest Guns ("As Armas Jovens") com crônicas sobre as três primeiras temporadas na liga profissional vivida por ambos. Após quatro anos nos Clippers, se transferiu para o Phoenix Suns como free agent (agente livre).
No time do Arizona fez sua melhor temporada, chegando as finais da Conferência Leste e terminando a temporada regular com a ótima campanha de 62-20. Bateu o recorde de cesta para três pontos convertidas em uma mesma temporada pela franquia, com 226 conversões contra 199 do antigo recordista, Dan Majerle. Também venceu o Concurso de Três Pontos do All-Star Weekend de 2005.
Se transferiu em seguida para o New York Knicks ao lado de Nate Robinson em troca que envolveu Kurt Thomas e Dijon Thompson. Mas não tem conseguido manter boas médias, sendo inclusive cotado para deixar a franquia em possíveis trocas.

## Estatísticas

### Temporada Regular
| Ano       | Equipe               | PR  | PT  | MP   | %CP  | %C3  | %LL  | RP  | AP  | RoP | TP | PP   |
| --------- | -------------------- | --- | --- | ---- | ---- | ---- | ---- | --- | --- | --- | -- | ---- |
| 2001-2002 | Los Angeles Clippers | 76  | 28  | 17.9 | .442 | .331 | .627 | 3.4 | .8  | .6  | .1 | 8.1  |
| 2002-2003 | Los Angeles Clippers | 81  | 0   | 26.6 | .432 | .381 | .765 | 4.1 | 1.6 | 1.0 | .3 | 13.3 |
| 2003-2004 | Los Angeles Clippers | 59  | 13  | 23.2 | .372 | .308 | .685 | 4.8 | .9  | .6  | .2 | 9.4  |
| 2003-2004 | Los Angeles Clippers | 65  | 64  | 36.0 | .398 | .352 | .740 | 6.4 | 2.1 | 1.0 | .3 | 17.2 |
| 2004-2005 | Phoenix Suns         | 79  | 78  | 35.9 | .389 | .358 | .739 | 6.1 | 2.0 | 1.2 | .3 | 14.9 |
| 2005-2006 | New York Knicks      | 55  | 43  | 26.2 | .355 | .340 | .670 | 4.2 | 1.6 | .7  | .1 | 8.2  |
| 2006-2007 | New York Knicks      | 49  | 47  | 33.1 | .418 | .376 | .692 | 7.2 | 2.2 | .7  | .1 | 13.0 |
| 2007-2008 | New York Knicks      | 65  | 65  | 28.3 | .359 | .322 | .682 | 4.8 | 1.8 | .7  | .2 | 8.1  |
| Total     |                      | 529 | 338 | 28.3 | .398 | .352 | .708 | 5.0 | 1.6 | .8  | .2 | 11.6 |

### Playoffs
| Ano       | Equipe       | PR | PT | MP   | %CP  | %C3  | %LL  | RP  | AP  | RoP | TP | PP   |
| --------- | ------------ | -- | -- | ---- | ---- | ---- | ---- | --- | --- | --- | -- | ---- |
| 2004-2005 | Phoenix Suns | 15 | 15 | 37.6 | .403 | .390 | .639 | 5.1 | 1.7 | 1.3 | .2 | 11.9 |
| Total     |              | 15 | 15 | 37.6 | .403 | .390 | .639 | 5.1 | 1.7 | 1.3 | .2 | 12.0 |